# Trnitá
Trnitá – miejska i katastralna części Brna, o powierzchni około 189,68 ha, rozciągająca się na południowy wschód od centrum, na lewym brzegu Svratky i prawym brzegu Svitavy.